# Dasmeusa mendica
Dasmeusa mendica är en insektsart som beskrevs av Young 1977. Dasmeusa mendica ingår i släktet Dasmeusa och familjen dvärgstritar. Inga underarter finns listade i Catalogue of Life.